# Canirallus
Genre
Canirallus est un genre d'oiseaux de la famille des Rallidae.

## Liste d'espèces
D'après la classification de référence (version 14.1, 2024) du Congrès ornithologique international (ordre phylogénique) :
- Canirallus oculeus – Râle à gorge grise